# Медиа-ленгуа
Медиа-ленгуа (исп. Media Lengua) — смешанный язык на основе испанского и кечуа, на вариантах котором разговаривают в районе Сальседо (Salcedo) (провинция Котопахи), в районе Сарагуро (провинция Лоха (Loja)). Нидерландский лингвист П. Мёйскен (Pieter Muysken), описавший этот язык, определяет медиа-ленгва как разновидность кечуа, словарь которой почти полностью заимствован из испанского, но который во многом сохраняет синтаксическую и семантическую структуру кечуа. Вместе с тем, наблюдается влияние испанского языка на синтаксис котопахийского медиа-ленгуа.
По предположению П. Мёйскена, медиа-ленгва возник не как торговый или контактный язык, а является результатом неполной испанизации местных индейцев, которые в 1920-х гг. строили железную дорогу в районе Кито. Медиа-ленгва стал для них средством формирования собственной уникальной идентичности.

## Примеры фраз на медиа-ленгуа
| Медиа-ленгуа | unu fabur-ta pidi-nga-bu bini-xu-ni                        |
| Кечуа:       | shuk fabur-da maña-nga-bu shamu-xu-ni                      |
| Анализ:      | одно одолжение-ACC просить-NOMIN-BENEF приходить-PROGR-1SG |
| Перевод:     | иду попросить об одном одолжении.                          |

| Медиа-ленгуа | kuyi-buk yirba nuwabi-shka                           |
| Кечуа:       | kuyi-buk k’iwa illa-shka                             |
| Анализ:      | морская свинка-BENEF травы нет -«внезапное открытие» |
| Перевод:     | оказалось, что там нет травы для морских свинок      |

| Медиа-ленгуа | yo-ga awa-bi kay-mu-ni                                         |
| Кечуа:       | ñuka-ga yaku-bi urma-mu-ni                                     |
| Анализ:      | я-THEM вода-LOC падать-«приходить после какого-л. события»-1SG |
| Перевод:     | я иду после того, как упал в воду                              |

Источник: